# Manu Louis
Manu Louis, is een Belgische zanger, muzikant en componist.

## Biografie
In 2017 bracht hij het album Kermesse Machine (Igloo Records) uit, zijn eerste plaat zonder zijn band Funk Sinatra, een conceptalbum met een onclassificeerbare stijl (ook wel omschreven als "een verleidelijke mix van elektronica, brassband, 8bit en allerlei andere stijlen") gebaseerd op funfairs, gezongen in het Engels en Frans. De hoes werd ontworpen door de bekende Welshe fotograaf Jason Evans.
Voor de tournee die volgde op het album trad hij meer dan 150 keer alleen op door heel Europa, China en Japan, begeleid door een dorp van elektronische instrumenten en videoprojecties.
Hij studeerde aan het Koninklijk Conservatorium van Luik bij Frederic Rzewski en Garrett List.

## Discografie
- 2015 : Tchouang Tseu
- 2017 : Kermesse Machine
- 2019 : Cream Parade
- 2019 : Coltan Major Harmonics
- 2020 : Cream Parade Remixes